# Xylotrechus annobonae
Xylotrechus annobonae är en skalbaggsart som beskrevs av Aurivillius 1910. Xylotrechus annobonae ingår i släktet Xylotrechus och familjen långhorningar. Inga underarter finns listade i Catalogue of Life.